# Сухвальня (Лидский район)
Сухвальня (бел. Сухва́льня) — деревня в Лидском районе Гродненской области Беларуси. В составе Дубровенского сельсовета.

## География
Пролегает дорога Н-7490. Около деревни пролегают дороги Н-6165, Н-6166.
Ближайшие населённые пункты Бринденята, Дубровня, Нетечь, Обманичи, Огородники и др.

### Гидрография
Протекает река Нарва.

## История
С 1905 года в Лидской волости Лидского уезда Виленской губернии.

## Население

### Численность
- 2009 год — 130 жителей

### Динамика
- 1905 год — 401 жителей (Зухвальни-Сухвальни)[2]
- 1999 год — 178 жителей (перепись населения)
- 2009 год — 130 жителей (перепись населения)[2]